# Pascal Yoadimnadji
Pascal Yoadimnadji (Tsjaad, 1950 - Parijs, 23 februari 2007) was een Tsjadische advocaat en politicus. Van februari 2005 tot aan zijn overlijden was hij premier van dat land.
Uit Zuid-Tsjaad afkomstig en behorend tot de Gor, een kleine bevolkingsgroep, werd de als advocaat werkzame Yoadimnadji in 2000 verkozen tot president van het Conseil Constitutionel, de Tsjadische Hoge Raad; in 2002 werd hij met unanieme stemmen herverkozen.
Als lid van de politieke partij Mouvement Patriotique du Salut (MPS) werd hij in 2004 minister van Landbouw en vervolgens op 3 februari 2005 premier.
In de zomer van 2005 zegde hij in een brief aan de mensenrechtenorganisatie Human Rights Watch toe het gevolg van de voormalige president Hissène Habré uit hun ambten te zullen ontslaan vanwege de schendingen van de mensenrechten die ze destijds onder president Habré hadden begaan.
Yoadimnadji beschuldigde in november 2006 Soedan ervan de rebellen uit de ten zuiden van Tsjaad gelegen Centraal-Afrikaanse Republiek te steunen die in laatstgenoemde land enkele steden in bezit hadden genomen. Hij was bang dat deze rebellie zou kunnen overslaan naar zijn eigen land en wilde dit daarom niet op zijn beloop laten. Het parlement van Tsjaad stemde voor een plan om Tsjadische troepen naar de Centraal-Afrikaanse Republiek te sturen die daar samen met daar al langer gelegerde troepen uit andere omliggende landen een vredesmacht moeten gaan vormen.
Op 21 februari 2007 werd Pascal Yoadimnadji voor een medische behandeling naar Parijs gevlogen. Twee dagen later overleed hij op 56-jarige leeftijd in de Franse hoofdstad aan een hersenbloeding.